# Dommartin-le-Franc
Dommartin-le-Franc é uma comuna francesa na região administrativa de Grande Leste, no departamento de Haute-Marne. Estende-se por uma área de 10,03 km². Em 2010 a comuna tinha 249 habitantes (densidade: 24,8 hab./km²).